# Eunidia scotti
Eunidia scotti là một loài bọ cánh cứng trong họ Cerambycidae.